# West Port-morden

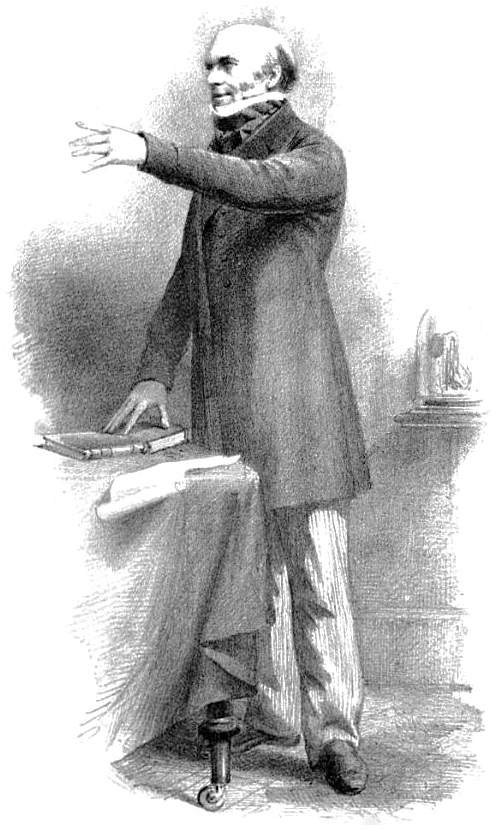
Robert Knox.

West Port-morden, även kallade Burke och Hare-morden efter gärningsmännen William Burke (1792–1829) och William Hare, var en serie av 16 mord utförda i West Port-området i Edinburgh, Skottland 1827–1828.

## Händelseförlopp
Edinburgh under början av 1800-talet var en ledande plats för anatomisk forskning, med kända namn som Alexander Monro II, hans son Alexander Monro III, John Bell, John Goodsir och Robert Knox, vilket medförde en förhöjd efterfrågan på lik som dissektionsobjekt.
William Burke och William Hare var båda invandrade till Skottland från provinsen Ulster på norra Irland för att arbeta på Union Canal. De bodde i West Port-området i Edinburgh med sina respektive partners Helen McDougal och Margaret Laird (den senare också känd som Margaret Hare även om hon och William Hare inte var gifta enligt lag). Efter att en av Hares hyresgäster vid namn Donald dött en naturlig död sålde paret hans lik till Robert Knox vid det medicinska lärosätet vid Edinburghs universitet. Uppmuntrade över de lättförtjänta pengarna "hjälpte" de härnäst en annan sjuk hyresgäst vid namn Joseph på traven genom att kväva honom, och med detta så var stenen satt i rullning för en serie av mord som skulle uppnå 16 kända offer.
Paret greps den 3 november 1828 tillsammans med sina respektive partners. I den efterföljande rättegången agerade Hare som kronvittne och Burke dömdes till döden.

## I fiktionen
Dr. Robert Knox står som inspiration till en karaktär i landsmannen Robert Louis Stevensons novell The Body Snatcher från 1884. Knox samt Burke och Hare nämns även alla tre vid namn i den amerikanska filmen Gravplundraren från 1945 (som är baserad på R. L. Stevensons novell).